# Vijay Arora

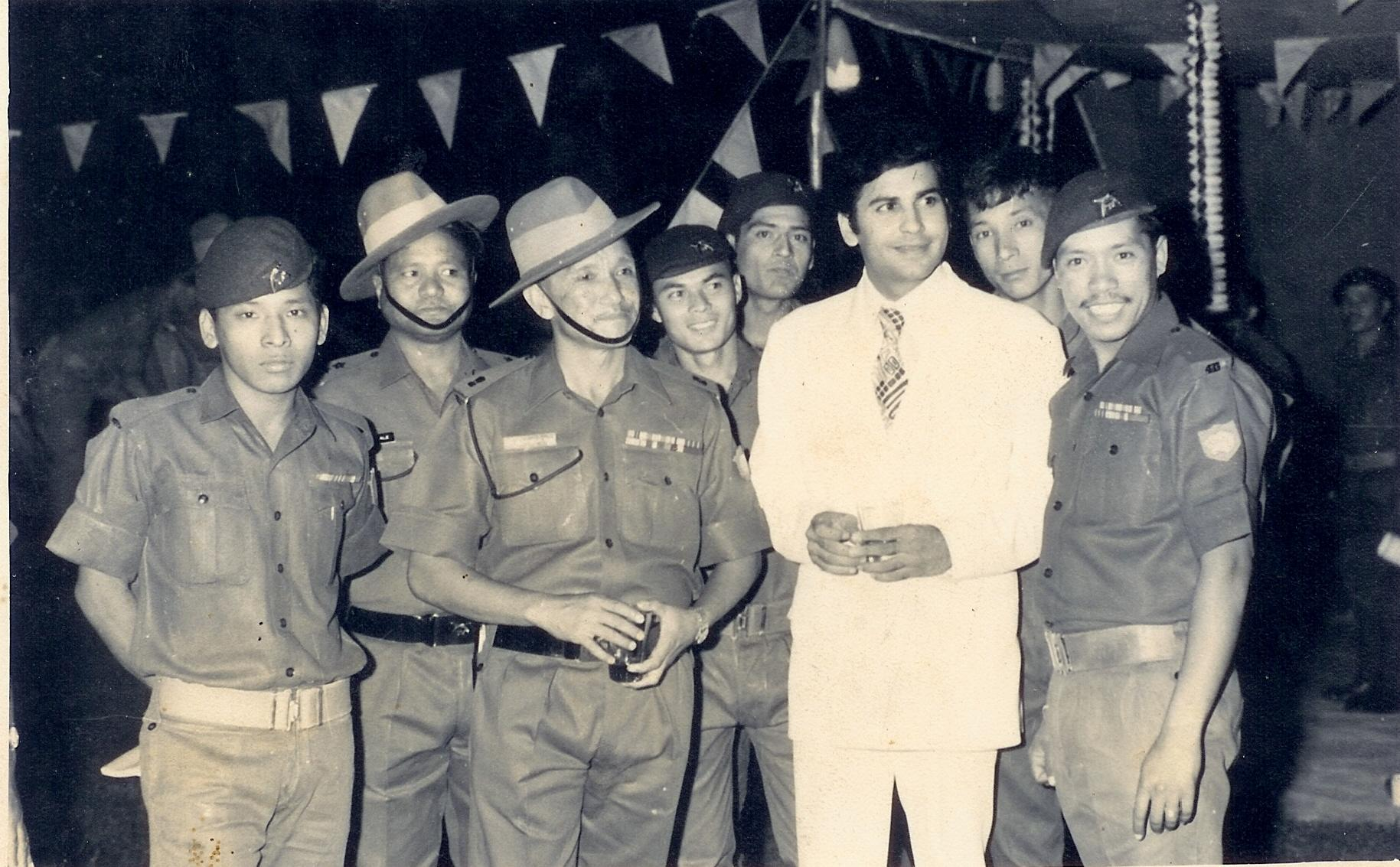

Vijay Arora (* 27. Dezember 1944; † 2. Februar 2007 in Bombay) war ein indischer Filmschauspieler.

## Leben
Arora absolvierte bis Jahr 1971 eine Ausbildung am Film and Television Institute of India in Pune. Er debütierte in dem Film Zaroorat (1972). In den späten 1980er Jahren hatte er Erfolg mit seiner Serien-Rolle als Meghnad Indrajit; er spielte auch in der Serie Bharat Ek Khoj von Shyam Benegal als Prinz Salim / Mogulkaiser Jahangir. Insgesamt spielte Arora in mehr als 110 Filmen und über 500 Folgen in Fernsehserien mit.